# Сретенье (Моховицкое сельское поселение)
Сретенье — упразднённое село в Орловском районе Орловской области России. Входило в состав Моховицкого сельского поселения. Упразднено в 1999 году.

## География
Село располагалось в центральной части Орловской области, в лесостепной зоне, в пределах центральной части Среднерусской возвышенности, в истоке безымянного ручья, притока реки Моховица, на расстоянии примерно 3 километров (по прямой) к юго-западу от села Моховица.

### Климат
Климат умеренно континентальный, с умеренно холодной зимой и тёплым летом. Средняя многолетняя температура самого холодного месяца (января) составляет −9,2 °C (абсолютный минимум — −39 °C), средняя температура самого тёплого (июля) — 18,8 °C (абсолютный максимум — 38 °C). Безморозный период длится около 140—150 дней. Среднегодовое количество осадков составляет 515 мм, из которых большая часть (360 мм) выпадает в тёплый период. Устойчивый снежный покров сохраняется в течение 120 −130 дней.

## История
Постановлением Орловского областного совета народных депутатов от 16 июля 1999 года № 15/277-ОС село Сретенье исключено из учётных данных.